# Антифабрика
«Антифабрика» — межрегиональный рок-фестиваль, проводимый в городе Иваново.

## Концепция
Основная цель проведения фестиваля — «альтернатива засилью на российской эстраде низкокачественного, фонограммного исполнения», а также развитие и популяризация рок-музыки среди молодёжи. В названии заложено определённое противопоставление продукции многочисленных выпускников популярного российского конкурса — «Фабрика звёзд».
Задачи Фестиваля:
- реализация творческих способностей молодёжи;
- пропаганда социально-позитивного образа жизни среди молодёжи;
- создание творческой среды общения молодых рок-музыкантов и исполнителей;
- привлечение внимания общественности, продюсеров и журналистов к музыкальным проектам[2].

## Организаторы
- Правительство Ивановской области.

Дмитрий Аркадьевич Морозов — директор и продюсер фестиваля, первый заместитель начальника Департамента внутренней политики Ивановской области

## 2009 год
Рок-фестиваль «Антифабрика 2009» был приурочен к Международному дню молодёжи и состоялся в городе Иваново 27 июня 2009 года в спортивно-развлекательном комплексе «Олимпия». В мероприятии приняли участие молодёжные рок-группы из Ивановской, Владимирской, Ярославской и Костромской областей. Кроме конкурсных команд в фестивале приняли участие широко известные рок-группы и исполнители: Дмитрий Четвергов, «Черный кофе», «Моральный кодекс», а также группа «Харизма».
Вопреки прогнозам в 3000 зрителей, на фестивале было не более 500 человек публики.

### Жюри
- Всеволод Баронин — рок-журналист, писатель
- Александр Елин — продюсер и поэт
- Лев Елин — директор московского фестиваля «На взлёт»
- Сергей Мазаев — музыкант, солист и лидер группы «Моральный кодекс»
- Владислав Петровский — участник групп «Добры Молодцы», «Цветы», «Группа Стаса Намина»
- Александр Подшивалов — руководитель группы «Анфас» (г. Иваново), лауреат премии «Триумф».
- Дмитрий Четвергов — российский гитарист, автор песен, музыкальный продюсер.
- Николай Хомский — директор Всероссийского фестиваля «Рок-Февраль», заслуженный работник культуры Российской Федерации.

### Участники
- Балтийский Чай
- Движение (Шуя)
- Корабль Снов (Палех)
- Кузница (Лежнево)
- Лето на Марсе (Ярославль)
- Линия Жизни (Кострома)
- НацПроект
- Прикосновение
- Сейф (Палех)
- Тёмные Ангелы (Наволоки)
- Цербер (Родники)
- Atlantis
- Black Stone
- BluesWay
- Round Hills (Владимир)

### Победители
- Прикосновение — Гран-при фестиваля[7]
- Black Stone — диплом Лауреата 1-й степени
- НацПроект — диплом Лауреата 2-й степени
- Линия Жизни (Кострома) — диплом Лауреата 3-й степени
- Корабль снов (Палех)— специальный приз

## 2010 год
Второй межрегиональный рок-фестиваль «Антифабрика—2010» прошёл 27 июня 2010 года в городе Иваново на бульваре Кокуй. Хедлайнер фестиваля 2010 — группа «Кипелов».

### Жюри
- Николай Хомский — директор Всероссийского фестиваля «Рок-Февраль», заслуженный работник культуры России.
- Александр Краснов — I-й президент Ивановского рок-клуба, журналист, продюсер Ивановского филиала ВГТРК, лауреат премии «За вклад в культуру и искусство г. Иваново».
- Сергей Емельянов — ведущий специалист комитета по делам молодёжи г. Иваново.
- Александр Подшивалов — руководитель группы «Анфас» (г. Иваново), лауреат премии «За вклад в культуру и искусство г. Иваново».
- Юрий Гребенюк — рок-музыкант (Иваново).

### Участники
- Поток Сознания
- Jam Project
- Антиллия (Москва)
- Движение (Шуя)
- Д. Х. (Рязань)
- Кузница (Лежнево)
- Четверо Выживших
- Линия Жизни (Кострома)
- Мой Апрель
- Набатъ (Лакинск)
- Сейф (Палех)
- Ска’N’Ворд
- Соседи (Вологда)
- Стена
- Black Stone
- Witchcraft (Москва)
- inTOUCH
- Jes.Team
- Nemetra
- Scelta
- Silen
- 7 Poslednix Stranic
- Voice of Midnight

### Победители
- Линия Жизни (Кострома) — Гран-при Фестиваля[9]
- Д. Х. (Рязань) — диплом Лауреата 1-й степени
- Сейф (Палех) — диплом Лауреата 2-й степени
- Кузница (Лежнево) — диплом Лауреата 2-й степени
- Scelta — диплом Лауреата 3-й степени
- Black Stone — диплом Лауреата 3-й степени
- Jam Project— диплом Лауреата 3-й степени

## 2011 год
25 июня 2011 года на бульваре Кокуй прошёл третий фестиваль «Антифабрика — 2011». В качестве хэдлайнеров были приглашены группы Чёрный обелиск и Пилот. Фестиваль собрал более 3000 зрителей.
Палехская группа «Сейф», получившая Гран-при на фестивале «Антифабрика — 2011», решила поддержать молодых музыкантов и отдала свой приз — запись в студии «Иван Рекордс» — группам «Герои Рабочего Класса» и «The Cellophane Heads».

### Жюри
- Николай Хомский — директор Всероссийского фестиваля «Рок-Февраль», заслуженный работник культуры России.
- Александр Краснов — I-й президент Ивановского рок-клуба, журналист, продюсер Ивановского филиала ВГТРК, лауреат премии «За вклад в культуру и искусство г. Иваново».
- Сергей Емельянов — культуролог, зам. Главы Фурмановского района Ивановской области, руководитель аппарата.
- Александр Подшивалов — руководитель группы «Анфас» (г. Иваново), лауреат премии «За вклад в культуру и искусство г. Иваново».
- Александр Михальчук — лидер гитарист группы «Линии жизни» (г. Кострома).

### Участники конкурсной программы
- −30
- 7 Poslednix Stranic
- Anima Scream
- The Cellophane Heads
- Default City (Москва)
- Дайм (Ярославль)
- Jam Project
- Four Inside (Кострома)
- Silen
- The Silver Pills
- Witchcraft (Москва)
- Герои Рабочего Класса
- Дегенератор (Москва)
- День сурка
- Ева (Южа)
- Кайлас
- Карма Навстречу
- Легенда
- Лука и Ветры (Юрьевец)
- Мой Апрель
- Набатъ (Лакинск)
- Норма Джин
- Прикосновение
- Пусть Придут Клоуны
- Рекрут (Кинешма)
- Сейф — Гран-при фестиваля 2011[14]
- Ска’N’Ворд
- Heavenhill (Ильинское)

- Линии Жизни (Кострома) — гости фестиваля

### Победители
- Сейф (Палех) — Гран-при Фестиваля
- Дегенератор (Москва) — диплом Лауреата 1-й степени
- The Cellophane Heads — диплом Лауреата 2-й степени
- Набатъ (Лакинск) — диплом Лауреата 2-й степени
- Four Inside (Кострома) — диплом Лауреата 3-й степени

## 2012 год
23 июня 2012 года на бульваре Кокуй прошёл четвёртый фестиваль «Антифабрика — 2012». В качестве хэдлайнеров были приглашены группы Монгол Шуудан и Артур Беркут, а также группа Сейф, обладатель Гран-при фестиваля «Антифабрика — 2011». Фестиваль посетило около 4 тысяч зрителей.

### Жюри
- Николай Хомский — директор Всероссийского фестиваля «Рок-Февраль», заслуженный работник культуры России.
- Александр Краснов — I-й президент Ивановского рок-клуба, журналист, продюсер Ивановского филиала ВГТРК, лауреат премии «За вклад в культуру и искусство г. Иваново».
- Сергей Емельянов — культуролог, зам. Главы Фурмановского района Ивановской области, руководитель аппарата.
- Борис Баранов — продюсер.
- Николай Ковалёв — лидер группы Сейф.

### Участники конкурсной программы
- Герои Рабочего Класса
- Ева (Южа)
- Карма Навстречу
- Кузница
- Набатъ (Лакинск)
- Откровения
- Пусть Придут Клоуны
- −30
- Blэrm (Ярославль)
- Cool Jam
- Four_Ex (Владимир)
- Heavenhill
- Issin
- Jes.Team
- Kalissa
- Lili’s Dream (Палех)
- Lunashaman (Серпухов)
- R.T.J. (Н. Новгород)
- Silen
- Step by Fate
- The Cellophane Heads
- The Radiation Band
- The Tairyfale (Н. Новгород)
- Vordan Karmir (Армения)
- Olds' Cool — гости фестиваля

### Победители
- Кузница (Лежнево) — Гран-при фестиваля
- Герои Рабочего Класса — диплом Лауреата 1-й степени
- −30 — диплом Лауреата 2-й степени
- Cool Jam — диплом Лауреата 3-й степени
- Vordan Karmir (Армения) — диплом Лауреата 3-й степени